# 2Shy (The X-Files)
«2Shy» es el sexto episodio de la tercera temporada de la serie de televisión estadounidense de ciencia ficción The X-Files. Se estrenó en la cadena Fox el 3 de noviembre de 1995. Fue escrito por Jeff Vlaming, dirigido por David Nutter y contó con apariciones especiales de Timothy Carhart y James Handy. El episodio es una historia del «monstruo de la semana», una trama independiente que no está relacionada con la mitología más amplia de la serie.
El programa se centra en los agentes especiales del FBI Fox Mulder (David Duchovny) y Dana Scully (Gillian Anderson) que trabajan en casos relacionados con lo paranormal, llamados expedientes X. En este episodio, Mulder y Scully investigan una serie de asesinatos de «corazones solitarios» dirigidos a mujeres con sobrepeso. Los dos finalmente descubren a un asesino mutante que extrae la grasa corporal de sus víctimas después de seducirlas en las salas de chat en línea.
El episodio fue el primero de la serie escrito por Vlaming. «2Shy» también marcó la primera aparición de Steve Kiziak como doble de cuerpo de Duchovny. El episodio fue visto por casi 15 millones de personas en su transmisión inicial y obtuvo críticas mixtas de los críticos. Aunque el director Nutter basó las escenas sangrientas de «2Shy» en el episodio anterior «The Host», el episodio ha generado comparaciones con «Squeeze» e «Irresistible».

## Argumento
En Cleveland, una pareja se sienta a coquetear en un automóvil por la noche, después de haberse conocido a través de Internet. El hombre, el carismático y apuesto Virgil Incanto (Timothy Carhart), asfixia a su cita con sobrepeso, Lauren, con una sustancia gelatinosa que escupe. A la mañana siguiente, un policía encuentra el cuerpo de Lauren, cubierto con la sustancia.
Fox Mulder (David Duchovny) y Dana Scully (Gillian Anderson) son llamados para investigar, ya que la descripción de la víctima parece similar a la de otras víctimas de un asesino que todavía está en libertad. Scully intenta realizar una autopsia en el cuerpo de Lauren, solo para descubrir que se ha licuado y solo queda el esqueleto. Más tarde, Scully descubre que la sustancia que recubre el cuerpo es una enzima digestiva concentrada y que los restos carecen de grasa corporal.
Incanto merodea una sala de chat en línea, arreglando para reunirse con una mujer con sobrepeso similar llamada Ellen Kaminsky (Catherine Paolone). Incanto es interrumpido por su casera Monica Landis, quien cree que es un escritor y está románticamente interesada en él. Él la ignora y reanuda la conversación. En otra parte, Mulder se entera de que Lauren conoció a un hombre en una sala de chat e investiga las cuentas en línea de Incanto. Descubren que había abierto una cuenta con una tarjeta de crédito tomada de una víctima anterior.
Kaminsky deja plantado a Incanto mientras esperaba en un restaurante. Se va, asesinando a una prostituta con un poco de sobrepeso que lo hiere en una pelea. Incanto se ve obligado a huir antes de que pueda disolver completamente el cuerpo. En la autopsia, Scully descubre que las vías respiratorias del cuerpo están obstruidas con la misma sustancia que disolvió a Lauren. Un informe del laboratorio forense revela que la piel debajo de las uñas de la víctima no contiene aceites ni ácidos grasos, lo que convence a Mulder de que el asesino está succionando la grasa corporal de sus víctimas.
Mulder encuentra pasajes de oscura poesía medieval en los correos electrónicos de Incanto y compila una lista de personas que tendrían acceso a los textos de los que fueron tomados. Los agentes, junto con el detective local Alan Cross (James Handy), acuerdan sondear a todos en la lista. Mientras tanto, Incanto, un traductor de literatura italiana medieval, recibe un paquete mientras habla con Monica y su hija ciega, Jessie. Recibe un correo electrónico de  Ellen Kaminsky, solicitando concertar otra cita, para luego ser interrogado por Cross.
Al regresar a casa con Kaminsky, Incanto la invita a entrar, pero rápidamente se retracta cuando ve las luces encendidas en su apartamento. Después de dejar a Kaminsky, Incanto encuentra y mata a Monica en su apartamento después de que ella descubre el cuerpo de Cross en su bañera. Cuando Jessie le pregunta a Incanto sobre el paradero de su madre, él niega haberla visto. Sin embargo, Jessie huele el perfume de su madre en el apartamento de Incanto y llama a la policía. Cuando llegan, Incanto se ha ido, pero su computadora da una lista de mujeres con las que ha estado en contacto. Después de intentar contactar a cada mujer en la lista dada, solo dos son incomunicables, una es Kaminsky.
Después de que Incanto llega al apartamento de Kaminsky, reconoce su composición facial distribuido por el FBI. Los agentes llegan, pero después de que Mulder se va en busca de quien cree que es Incanto, Scully es atacada por Incanto, que todavía está en el apartamento; sin embargo, mientras luchan, Kaminsky recupera el arma de Scully y dispara contra su atacante. Más tarde, durante el interrogatorio, Incanto visiblemente debilitado y deformado admite los asesinatos. Afirma haber dado a sus víctimas lo que querían a cambio de lo que él necesitaba (los ácidos grasos para mantenerse saludable). Incanto afirma: «I morti non sono più soli» (los muertos ya no están solos).

## Producción
«2Shy» fue escrito por Jeff Vlaming, quien había trabajado anteriormente para la serie Weird Science. El único otro crédito de escritura de Vlaming para la serie fue el último episodio de la tercera temporada «Hell Money». Inicialmente había presentado la idea de un mutante que se alimentaba de aceites corporales, que finalmente se transformó en grasa corporal. La presentación del personaje Virgil Incanto también pasó por varias permutaciones, inicialmente concebido como un espeluznante recluso tipo Fantasma de la Ópera, y como un carnicero que sería capaz de cortar la grasa de sus víctimas, antes de decidir por la versión final «bastante normal».
El director David Nutter se aseguró de que el episodio contuviera varios momentos viscerales, después de la popularidad del personaje de «Flukeman» en el episodio anterior «The Host». Frank Spotnitz, el editor de la historia de la serie, inicialmente se mostró cauteloso con el concepto, ya que sintió que podría verse como ofensivo, pero cambió de opinión cuando el creador de la serie, Chris Carter, lo convenció de que el episodio contaba «una buena historia» y era «divertido, una especie de expediente X pasado de moda».
El episodio se filmó principalmente en la calle Quebec de Vancouver, con dos edificios de apartamentos cercanos utilizados para tomas interiores. «2Shy» marcó el debut de Steve Kiziak como el nuevo doble de cuerpo de Duchovny. Mientras filmaba una escena en la que Mulder irrumpe a través de una puerta, Kiziak y el otro cuerpo irrumpieron por error por la puerta del apartamento equivocado, interrumpiendo la cena del inquilino. Kerry Sandomirsky, quien interpreta a Joanne, la amiga de Ellen Kaminsky, había aparecido anteriormente en el episodio de la primera temporada «Roland», mientras que el propietario de Incanto fue interpretado por Glynis Davies, quien había aparecido en la primera temporada «Tooms» y en el episodio de la segunda temporada «Irresistible».

## Recepción
«2Shy» se estrenó en la cadena Fox el 3 de noviembre de 1995. El episodio obtuvo una calificación Nielsen de 10,1 con una participación de 17, lo que significa que aproximadamente el 10,1 por ciento de todos los hogares equipados con televisión y el 17 por ciento de los hogares que miran televisión, sintonizaron el episodio. El episodio fue visto por más de 14,83 millones de espectadores.
Zack Handlen, escribiendo para The A.V. Club, tenía sentimientos encontrados sobre el episodio, y finalmente lo calificó con una B-. Sintió que el personaje de Virgil Incanto era «maravillosamente asqueroso», aunque «carece del escalofrío universal» del villano de la primera temporada Eugene Tooms, del episodio «Squeeze». Handlen también sintió que el episodio fue decepcionante por el hecho de que «da por sentado que las mujeres solteras son el objetivo», sin dar una profundidad real a sus personajes femeninos. Una descripción general de la tercera temporada en Entertainment Weekly también calificó el episodio con una B-, y llamó a Incanto un «buen ejemplo» de los villanos «sin pretensiones» de la serie, comparándolo con Tooms y con el villano de la segunda temporada Donnie Pfaster. Robert Shearman y Lars Pearson, en su libro Wanting to Believe: A Critical Guide to The X-Files, Millennium & The Lone Gunmen, calificaron el episodio con tres estrellas de cinco, calificándolo como «un recauchutado de “Squeeze”» y «un poco demasiado formulista para ser verdaderamente satisfactorio». Sin embargo, Shearman y Pearson sintieron que el episodio «tiene corazón» y «avanza a un ritmo razonable», elogiando también sus imágenes sangrientas.
TV Guide incluyó a Incanto entre los monstruos de The X-Files más aterradores, mientras que UGO Networks incluyó al personaje como uno de sus mejores «monstruos de la semana» en la serie, diciendo que la «pura repulsión de Scully por la necesidad instintiva de Incanto hace que una de las mejores escenas finales de The X-Files».